# Зеренд
Зеренд (перс. زرند‎) — город в южной части Ирана, в остане Керман. Административный центр шахрестана Зеренд.

## История
22 февраля 2005 года в районе города произошло сильное землетрясение, которое стало причиной гибели более 600 человек.

## География
Расположен в 75 км к северо-западу от города Керман.

## Население
Население по данным на 2012 год составляет 63 744 человека; по данным переписи 2006 года оно насчитывало 54 745 человек.
| 1986   | 1991   | 1996   | 2006   | 2012   |
| ------ | ------ | ------ | ------ | ------ |
| 30 404 | 34 416 | 41 344 | 54 745 | 63 744 |